# Erfüllungsgarantie
Die Erfüllungsgarantie (englisch performance bond, französisch garantie d'exécution, garantie de livraison) bedeutet die vertragliche Übernahme einer Einstandspflicht für die ordnungsgemäße Erfüllung vertraglicher Ansprüche (Vertragserfüllungsgarantie). Sie ist damit eine Form der Garantie. Typischerweise kommt sie im Zusammenhang mit der Erfüllung von Kauf- und Werkverträgen in Betracht. Übernommen wird die Garantie für den Eintritt eines bestimmten Erfolges beziehungsweise den Nichteintritt eines bestimmten Schadens. Speziellere Garantien sind die Liefergarantie und die Gewährleistungsgarantie, da hier Teilerfüllungen geschuldet werden.  
Eine Garantie ergänzt zumeist die gesetzliche oder auch vertragliche Gewährleistung. Die vertraglichen Verpflichtungen für einen Kaufvertrag ergeben sich beispielsweise aus § 433 BGB. Der Verkäufer hat dem Käufer das Eigentum an der Sache zu verschaffen und der Käufer hat den Kaufpreis zu entrichten. Ein Finanzrisiko besteht durch die Leistung „Zug um Zug“ für die Vertragsparteien grundsätzlich nicht. Werden Lieferfristen beziehungsweise Zahlungsziele vereinbarungsgemäß hinausgezögert, können Erfüllungsrisiken entstehen, mithin die Gefahr, dass eine Partei die fällige Leistung – warum auch immer – teilweise oder gar nicht nachkommt, während die eigene Verpflichtung erfüllt wurde. 
Eine Bestimmung über die Erfüllungsgarantie findet sich im BGB nicht, allerdings bestehen in § 443 Regelungen zur „Beschaffenheits-“ oder „Haltbarkeitsgarantie“ beim Kaufvertrag. Da das Schuldrecht von Vertragsfreiheit geprägt ist, können die Vertragsparteien Garantieverpflichtungen inhaltlich frei wählen, was auch für andere Schuldverhältnisse gilt.
Die Erfüllungsgarantie wird häufig als Erweiterung der Anspruchsgrundlage genutzt. Als unselbständige Garantie, kann sie im Rahmen der Erfüllung eines bestimmten Vertrages der Verstärkung der Rechte aus diesem Vertrag (zweite Anspruchsgrundlage) dienen, ebenso kann sie eine Erweiterung der Haftung nach sich ziehen, indem eine  verschuldensunabhängige Haftung vorsehen wird. Neben der „unselbstständigen“, gibt es auch die „selbständige Garantie“. Sie dient der Gewähr für Umstände, die über den vertraglich geschuldeten Erfolg hinausgehen. Sie kann insbesondere auch von einem Dritten in einem besonderen Garantievertrag übernommen werden, indem beispielsweise Mindesthaltbarkeiten oder Werkstoffstabilitäten durch den Hersteller zugesichert werden.
Die Erfüllungsgarantie soll die Erfüllung eines Schuldverhältnisses durch dessen Schuldner (§ 362 Abs. 1 BGB) absichern. Diese können gesetzlicher, rechtsgeschäftlicher oder rechtsgeschäftsähnlicher Natur sein. Die Sicherung vertraglicher Ansprüche kann auch durch Bürgschaft übernommen werden. Man spricht dann von einer „Vertragserfüllungsbürgschaft“ oder auch „Gewährleistungsbürgschaft“. Die rechtliche Natur von Garantie und Bürgschaft sind im deutschen Recht jedoch zu unterscheiden, denn die Verpflichtung aus der Bürgschaft ist von einer zu sichernden Hauptforderung abhängig, die Garantie kann dagegen selbständige Ansprüche begründen.